# Гарнасько Аліна Олександрівна
Аліна Олександрівна Гарнасько (англ. Alina Harnasko, біл. Аліна Аляксандраўна Гарнасько нар. 9 серпня 2001, Мінськ) — білоруська гімнастка, що виступає в індивідуальній першості. Бронзова призерка Олімпійських ігор в Токіо. Чемпіонка та багаторазова призерка чемпіонатів світу, чемпіонатів Європи та кубків світу. Майстер спорту міжнародного класу Білорусі.

## Біографія
Навчається на тренерському факультеті Білоруського державного університету фізичного виховання.

## Спортивна кар'єра
Через активність мама відвела на секцію художньої гімнастики в «Трудові резерви» до Ірини Олександрівни Нехорошкової (Старосветської). З 10 років тренується під керівництвом Марини Лобач.

#### 2015
Дебютувала за збірну Білорусі на чемпіонаті Європи серед юніорів в групових вправах, де вдалось здобути золото у вправі з 5 м'ячами, а також два срібла в команді та груповому багатоборстві.

#### 2016
На чемпіонаті Європи серед юніорів виступала в індивідуальній першості, де здобула срібло у вправі з обручем.

#### 2017
Перенесла операцію на коліні.

#### 2018
Змушена пропустити чемпіонат Європи. Влітку роблять операцію на стопі. Потім отримує травму спини та змушена пропустити сезон повністю.

#### 2020
На чемпіонаті Європи в Києві, Україна, в абсолютній першості набрала однакову суму балів з ізраїльською гімнасткою Ліной Ашрам, тому чемпіонка визначалась за додатковими показниками: обидві гімнастки за сумою чотирьох видів мали ідентичну оцінку за складність (оцінка Е), яка склала 35,900, то порівнювали оцінки ЕТ (пониження за технічне виконання), де Аліна -2,500 бала, а Ліной мала -2,200 бали, тому чемпіонкою Європи з перевагою у 0,3 бали за ЕТ стала Ліной Ашрам, а Аліна здобула першу в кар'єрі сріблу нагороду в абсолютній першості.

## Результати на турнірах
| Рік  | Змагання             | Команда | АП |   |   |   |   |
| ---- | -------------------- | ------- | -- | - | - | - | - |
| 2016 | Чемпіонат Європи     | 2       |    | 2 |   |   |   |
| 2017 | Чемпіонат Європи     |         |    | 7 | 3 | 4 | 5 |
| 2017 | Чемпіонат світу      |         |    |   |   | 7 |   |
| 2019 | Чемпіонат Європи     |         |    |   | 8 |   |   |
| 2019 | Чемпіонат світу      | 3       |    |   |   | 6 | 6 |
| 2020 | Чемпіонат Європи     |         | 2  |   |   |   |   |
| 2021 | Кубок світу. Софія   |         | 3  | 4 | 2 | 7 | 5 |
| 2021 | Кубок світу. Ташкент |         | 5  |   | 3 | 3 | 1 |
| 2021 | Кубок світу. Баку    |         | 6  | 3 | 6 |   | 2 |
| 2021 | Кубок світу. Песаро  |         | 3  | 5 | 6 | 4 | 3 |
| 2021 | Чемпіонат Європи     |         | 6  | 4 | 3 | 6 | 2 |
| 2021 | Олімпійські ігри     |         | 3  |   |   |   |   |
| 2021 | Чемпіонат світу      | 3       | 2  | 2 | 3 | 5 | 1 |